# 白梅文治郎
白梅 文治郎（しらうめ ぶんじろう、1884年10月25日 - 1936年1月31日）は、群馬県山田郡（現在の桐生市）出身で峰崎部屋（入門時は白玉部屋）に所属した大相撲力士。最高位は西張出前頭18枚目。現役時代の体格は身長164cm、体重86kg。得意手は右四つ、投げ。

## 略歴
- 1901年（明治34年）5月場所 初土俵（序ノ口）
- 1907年（明治40年）5月場所 新十両に昇進
- 1912年（明治45年）5月場所 新入幕
- 1915年（大正4年）6月場所 廃業

## 主な成績
- 幕内成績：2勝8敗（1場所）
- 十両成績：23勝24敗2分5預（9場所）

## 改名歴
- 小枩谷 文治郎（こまつだに ぶんじろう）1901年5月場所 - 1907年1月場所
- 白梅 文治郎（しらうめ - ）1907年5月場所 - 1915年6月場所

## エピソード
- 初っ切りの名人として知られた。
- 群馬県出身の幕内力士は、白梅亡き後、戦後に栃赤城が登場するまで1人も出なかった。